# Хилсборо Бич (Флорида)
Хилсборо Бич (енгл. Hillsboro Beach) град је у америчкој савезној држави Флорида. По попису становништва из 2010. у њему је живело 1.875 становника.

## Демографија
Према попису становништва из 2010. у граду је живело 1.875 становника, што је 288 (13,3%) становника мање него 2000. године.
| Група             | 2000.         | 2010.         |
| Белци             | 2.110 (97,5%) | 1.736 (92,6%) |
| Афроамериканци    | 3 (0,1%)      | 7 (0,4%)      |
| Азијати           | 4 (0,2%)      | 10 (0,5%)     |
| Хиспаноамериканци | 37 (1,7%)     | 109 (5,8%)    |
| Укупно            | 2.163         | 1.875         |